# ريكي لامبرت
ريكي لامبرت (بالإنجليزية: Rickie Lambert)‏ (ولد في 16 فبراير 1982) هو لاعب كرة قدم إنجليزي سابق كان يلعب كمهاجم لنادي ليفربول، ساوثهامبتون، وست بروميتش ألبيون وأخيرًا كارديف سيتي كما إعتزل اللعب عام 2017 ومثل المنتخب الوطني لإنجلترا.
بدأ لامبارت حياته الكروية كلاعب شاب مع نادي ليفربول وهو في سن العاشرة قبل إن يتم تسريحه من النادي وهو في سن الـ 15 .
بعدها بدأ حياته المهنية كلاعب محترف مع نادي بلاكبول. ولعب في وقت لاحق في ماكليسفيلد، ستوكبورت، روتشديل وبريستول روفرز، قبل ان ينتقل إلى ساوثامبتون في عام 2009.
أثبت لامبرت أنه لاعب رئيسي لساوثهامبتون عندما أصبح هداف لبطولة عام 2010 وساهمت أهدافه في صعود الفريق إلى الدوري الممتاز في الموسم التالي. وقد فاز بعدد من الجوائز الشخصية، بما في ذلك ثلاثة أحذية ذهبية.
ومن المعروف عن لامبرت مكانته الكبيرة والأداء البدني، وتمت مقارناته مع أسطورة ساوثهامبتون ماثيو لو تيسيي لقدرته أمام المرمى وتنفيذه المتميز لضربات الجزاء.
في 8 أغسطس 2013، كان لامبرت من الاعبين الذين تم استدعاؤهم لمنتخب إنجلترا لأول مرة.و في 14 أغسطس 2013 سجل لأول مرة للفريق الوطني على ملعب ويمبلي في مباراة ودية ضد اسكتلندا مع أول لمسة له.
في 2 يونيو 2014 أكمل لامبارت حلم انتقاله إلى نادي الطفولة ليفربول بمبلغ لم يعلن عنه لكنه يقدر بـ 4 ملايين باوند مع بعض الزيادات.

## سيرة اللاعب
ساوثهامبتون
في 10 أغسطس من عام 2009، ومع ما مجموعه 155 مباراة و 59 هدفا لبريستول روفرز، أكمل لامبرت صفقة بقيمة تتجاوز مليون جنيه استرليني للانضمام لنادي ساوثهامبتون.
وسجل المهاجم من أول مباراة له مع ساوثامبتون ضد نورثامبتون تاون في 11 أغسطس 2009 وأصبح هداف النادي لذاك الموسم مع 36 هدفا في جميع المسابقات.
الأهداف البارزة الأخرى التي سجلها لامبرت خلال ذلك الموسم تشمل هدف ضد غريمه المحلي بورتسموث في كأس الاتحاد الإنجليزي الجولة الخامسة يوم 13 فبراير 2010، وهاتريك ضد ميلتون كينز دونز في الدوري يوم 20 مارس 2010، وركلة جزاء ضد كارلايل يونايتد في 4-1 على استاد ويمبلي في 28 مارس 2010.
أنهى أول موسم له مع ساوثمبتون مع ما مجموعه 36 هدفا في جميع المسابقات، بالإضافة إلى الهدف الذي سجله لبريستول روفرز في المباراة الافتتاحية للموسم.
سجل الهدف 50 له مع ساوثهامبتون في مباراة الفوز 1-0 على كارلايل يونايتد في 12 فبراير 2011.
أنهى موسم 2010-11 في صدارة قائمة هدافي النادي برصيد 21 هدفا، كما احتل المركز الثاني في الدوري. في 1 يوليو 2011، وقع على صفقة جديدة لابقائه في النادي حتى عام 2014.
وسجل الهدف الأول له في موسم 2011-12 من ركلة حرة من 25 ياردة في مباراة الفوز 4-1 على توركي في كأس رابطة اندية المحترفين يوم 9 أغسطس.
و واصل احراز الاهداف مع هدفين في مباراة الفوز 5-2 على إبسويتش تاون. وسجل ثلاثية (هاتريك) ضد نوتنغهام فورست حيث فاز ساوثامبتون المباراة 3-2.
كانت المبارة 100 في الدوري في الفوز 4-0 على واتفورد، حيث سجل لامبرت من ركلتي جزاء. وسجل هاتريك في الفوز 3-0 على برايتون أند هوف ألبيون. وجاء هدفه 20 هذا الموسم في كأس الاتحاد الإنجليزي في مباراة الإعادة ضد ميلوول. وسجل الهاتريك الثالث له هذا الموسم في الفوز 3-0 على واتفورد في 25 فبراير.
في 13 مارس 2012، فاز لامبرت بجائزة لاعب السنة لعام 2011.
وسجل للمرة الرابعة هاتريك هذا الموسم في الفوز 3-2 على ميلوال.كما سجل هدفين في الفوز 2-0 في كريستال بالاس ليصل رصيد أهدافه إلى 30 لهذا الموسم. وكان اسمه في 2011-12 PFA (فريق العام)، جنبا إلى جنب مع زملائه في الفريق آدم لالانا وكلفن ديفيس. أنهى الموسم برصيد 31 هدفا، 27 في الدوري، كما انتزع القديسين الصعود إلى الدوري الممتاز، وكسب الاعب جائزة لاعب الموسم للمرة الثانية في ثلاث سنوات.
و في أول ظهور له في الدوري الممتاز، سجل بعد دقيقة فقط من استبداله بجاي رودريغيز ضد مانشستر سيتي. هذا الهدف يعني أن لامبرت انضم إلى مجموعة مختارة من اللاعبين الذين سجلوا في جميع درجات الدوريات الإنجليزية الأربعة. واستمر في التسجيل وهذه المرة ضد مانشستر يونايتد. كما سجل في وقت لاحق هدفين في ساوثامبتون ليسجل الفريق أول فوز له في الدوري هذا الموسم، وهو الفوز 4-1 على استون فيلا. وجاء هدفه 10 في الدوري الممتاز بالتعادل 2-2 مع مضيفه تشيلسي. وسجل الهدف ال100 في مباراة ساوثامبتون مع نيوكاسل، والذي كان الهدف 12 له هذا الموسم. في 21 مارس 2013 وقع لامبرت على تمديد عقده لمدة سنتين، يبقيه في النادي حتى صيف عام 2016.
و انهى الموسم مرة أخرى في صدارة قائمة هدافي النادي، وسجل 15 هدفا في الدوري.